# 勝浦市立勝浦小学校
勝浦市立勝浦小学校（かつうらしりつ かつうらしょうがっこう）は、千葉県勝浦市墨名にある公立小学校。

## 通学地区
墨名、勝浦、浜勝浦、沢倉、新官（一部）地区など

## 歴史
- 1872年（明治5年）3月　高照寺に勝浦校仮設
- 1874年（明治7年）5月　本行寺に校舎を移転
- 1895年（明治28年）2月　覚翁寺境内に校舎落成
- 1908年（明治41年）4月　尋常科6年、高等科2年設置
- 1912年（大正元年）9月　現在地に校舎竣工(翌年6月20日に勝浦駅開業にあわせて開校式[1])
- 1957年（昭和32年）1月　校歌作成
- 1958年（昭和33年）10月　勝浦市立勝浦小学校と改称
- 1959年（昭和34年）4月　前校舎竣工
- 1969年（昭和44年）11月　全国小学校リード音楽全国大会1位
- 1971年（昭和46年）2月　学校交通安全優良校 県教委より表彰
- 1972年（昭和47年）11月　学校教育功労賞 県教委より表彰
- 1977年（昭和52年）10月　特別教室建築落成
- 1978年（昭和53年）3月　創立百周年記念式典
- 1981年（昭和56年）2月　体育館落成
- 1987年（昭和62年）11月　窓枠・外壁・屋上防水改修工事完了
- 1992年（平成3年）2月　内装・舗装改修工事完了
- 1997年（平成9年）11月　「教育課程」公開研究会
- 1999年（平成11年）2月　全国小学校管楽器コンクール東日本大会出場
- 2000年（平成12年）11月　全日本マーチングフェスティバル大会出場（神戸市）
- 2004年（平成16年）2月　全国小学校管楽器合奏フェスティバル東日本大会出場（新宿）
- 同年4月　新戸小学校と統合　記念式典
- 2005年（平成17年）4月　学力向上拠点形成事業推進校の指定（文科省）～19年度
- 2006年（平成18年）11月　現校舎竣工
- 2008年（平成20年）5月　屋外体育施設整備工事完了
- 2013年（平成25年）11月　体育館耐震工事完了